# SFHAM
SFHAM (single fibre based heart activity model) – fizyczny model opisujący aktywność elektryczną lewej komory serca podczas jej depolaryzacji. Umożliwia dokładną analizę potencjałów elektrycznych pochodzących od poszczególnych jej części.

## Główne założenia modelu
Model SFHAM opiera się na następujących założeniach:
1. Każdy fragment mięśnia sercowego (przegroda międzykomorowa, ściana przednia, ściana dolna, ściana boczna, ściana tylna) jest źródłem niezależnego chwilowego potencjału.
2. Potencjał elektryczny pochodzący od danego fragmentu mięśnia sercowego powstaje na skutek zmian gęstości ładunku elektrycznego z uwzględnieniem wsierdzia, komórek M  oraz nasierdzia.
3. Zespół QRS jest wynikiem sumy wszystkich potencjałów chwilowych generowanych podczas depolaryzacji poszczególnych fragmentów mięśnia sercowego.
4. Wartość chwilowego potencjału zależy od właściwości i aktywności poszczególnych części ściany komory.
5. Zmiany czasowe w wartości rozkładu potencjałów występujące na powierzchni klatki piersiowej zależą od czynników fizjologicznych i patologicznych.
6. Aktywność elektryczna każdego fragmentu mięśnia sercowego zdrowej osoby tworzy stały wkład procentowy w całkowitą aktywność mięśnia sercowego.

Model ten jest teoretyczną bazą dla SATRO-EKG stanowiącego system do nieinwazyjnej diagnostyki umożliwiający wczesne wykrywanie zmian niedokrwiennych serca.